# Queer as folk
|  | Denne artikel omhandler den britiske tv-serie. For den amerikanske, se Queer as folk (USA). |
Queer as Folk (dansk: Drengerøve) er en britisk tv-serie fra 1999-2000. Serien er skrevet af Russell T. Davies, som senere også blev kendt for drama serien Bob and Rose, der handler om den homoseksuelle Bob og den heteroseksuelle Rose, som forelsker sig. Queer as Folk blev senere genproduceret af Showtime fra 2000-2005, den britiske udgave handler om en gruppe homoseksuelle fra Manchester, omkring Canal Street. 

## Medvirkende
- Aidan Gillen - (Stuart Alan Jones)
- Craig Kelly - (Vince Tyler)
- Charlie Hunnam - (Nathan Maloney)
- Denise Black - (Hazel Tyler)
- Andy Devine - (Bernard Thomas)
- Jason Merrells - (Phil Delaney)
- Esther Hall - (Romey Sullivan)
- Saira Todd - (Lisa Levene)
- Carla Henry - (Donna Clark)
- Alfred Robinson/Olivia K.Critchley - (Baby Alfred)
- Ben Maguire - (Christian Hobbs)
- Alison Burrows - (Sandra Docherty)
- Susan Cookson - (Marcie Finch)
- Caroline Pegg - (Rosalie Cotter)
- Caroline O'Neill - (Janice Maloney)
- Jane Cawdon - (Helen Maloney)
- Antony Cotton - (Alexander Perry)
- Peter O'Brien - (Cameron Roberts)
- Jonathon Natynczyk - (Dazz Collinson)
- Maria Doyle Kennedy - (Marie Jones Threepwood)
- John Brobbey - (Lance Amponah)
- Ger Ryan - (Margaret Jones)
- Ian McElhinney - (Clive Jones)
- Paul Copley - (Roy Maloney)
- Adam Zane - (Dane McAteer)
- Kate Fitzgerald - (Mrs Delaney)

## Handling
Tekst mangler, hjælp os med at skrive teksten